# أشياء أفضل
 أشياء أفضل (بالإنجليزية: Better Things)‏ هو مسلسل كوميدي درامي أميركي تبثه إف إكس منذ 8 أيلول 2016.

## روابط خارجية
- أشياء أفضل على موقع IMDb (الإنجليزية)
- أشياء أفضل على موقع ميتاكريتيك (الإنجليزية)
- أشياء أفضل على موقع روتن توميتوز (الإنجليزية)
- أشياء أفضل على موقع كينوبويسك (الروسية)
- أشياء أفضل على موقع ألو سيني (الفرنسية)
- أشياء أفضل على موقع قاعدة بيانات الفيلم (الإنجليزية)